# Szlomo Efraim ben Aaron z Łęczycy
Rabin Szlomo Efraim ben Aaron z Łęczycy (Luntschitz lub Lenczyk lub Lunczyc lub Lencziza) (hebr. שלמה אפרים מלונטשיץ, jid. שלמה אפרים פון לונטשיץ), zwany także Keli Jekar (ur. 1550? w Łęczycy?, zm. 21 lutego 1619 – 7 adar 5379 a.m.) – rabin i poeta, piszący po hebrajsku autor komentarza do Tory pt. Kɘli Jɘḳar, od którego bierze się jego przydomek.

## Życiorys
Rabin Szlomo Efraim najprawdopodobniej urodził się w Łęczycy około roku 1550. Studiował Torę pod kierunkiem rabina Szlomo Lurii (MaHaRSZaLa) w Lublinie, po czym pełnił funkcję rosz jesziwa w jednej z lwowskich jesziw.
Osiadł w Pradze w ostatnim okresie tzw. praskiego renesansu związanego z tolerancyjnymi rządami Habsburgów: Maksymiliana II i Rudolfa II. Był to również „złoty wiek” kultury żydowskiej w stolicy Czech.
W roku 1604 Szlomo Efraim zastąpił MaHaRaLa z Pragi na stanowisku rabina miasta i funkcję tę sprawował do 1618. Rok później zmarł.
We wstępie do Kɘli Jɘḳar wspomina, że imię Szlomo zostało mu dodane po roku 1600 po przejściu poważnej choroby zagrażającej jego życiu.

## Dzieła

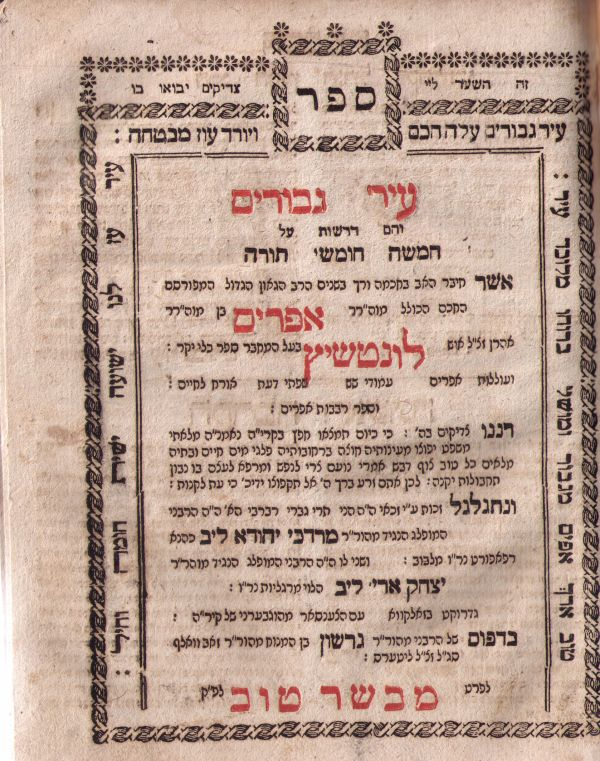
Strona tytułowa wydania ˤIr Giborim z roku 1799

Rabin Lunczyc jest znany z pracy homiletycznej. Skupiał się na potrzebach żydowskiej społeczności i problemach przywództwa. Dużo uwagi poświęcił potrzebie nawrócenia, co znajduje odzwierciedlenie zarówno w kazaniach, jak i w komentarzach.

בכל החיבורים אשר חיברתי מעודי, היו עיני וליבי על דרכי בני עמינו ולפרסם את החנפים, לפעמים מתוך הכתב, ופעמים בעל פה בבתי כנסיות במדינת פולין...
"We wszystkich dziełach, które kiedykolwiek napisałem, oczy moje i serce skupiały się na postępowaniu [moralnym] synów naszego narodu i na napiętnowaniu występnych, czy to na piśmie, czy występując w synagogach w państwie polskim."

Jego najsłynniejszym dziełem jest Kɘli Jɘḳar (dosłownie drogocenne naczynie, nawiązanie do fragmentu Ks. Przysłów 20:15) będące komentarzem do Tory. Pierwsze wydanie opublikowane zostało w 1602 roku w Lublinie. Komentarz ten należy do jednego z najbardziej popularnych i obecnie stanowi trwałą część Miḳraot Gɘdolot (dosł. Wielkich Pism – wyboru najważniejszych komentarzy do Pięcioksięgu).
Jest również autorem trzech modlitw pokutnych upamiętniających pogrom Pragi
z 15 lutego 1611 roku przypadających na 2. dzień miesiąca adar według kalendarza żydowskiego.
Pozostałe dzieła:
- ˤIr Gibborim (עיר גיבורים, dosł. miasto potężnych, nawiązanie do fragmentu z Księgi Przysłów 21:22), składa się z trzech części – pierwsza zawiera traktat moralno-retoryczny Pɘtiḥot u-Szeˤarim (פתיחות ושערים, dosł. „drzwi i bramy”), dwie pozostałe części zawierają obszerne kazania. Pierwsze wydanie ukazało się w Bazylei w roku 1580.
- ˤOlelot Efraim (עוללות אפרים, dosł. „zbiory Efraima”, nawiązanie do Ks. Sędziów 8:2), stanowi cztery tomy kazań moralnych opartych na Biblii Hebrajskiej i Talmudzie odnoszące się do świąt cyklu rocznego i uroczystości rodzinnych: obrzezania i ślubu, opublikowane w Lublinie w roku 1590.
- ˤAmude Shesh (עמודי שש, dosł. kolumny z marmuru, nawiązanie do Ks. Estery 1:6), wybór kazań, ukazał się po raz pierwszy w Pradze w 1617 r.
- Sifte Daˤat (שפתי דעת, dosł. usta mądrości, nawiązanie do Ks. Przysłów 20:15), biorąc pod uwagę styl i zakres pracy jest to kontynuacja Kɘli Jɘḳar, wydana w Pradze w roku 1610.
- Oraḥ le-Ḥajim (ארח לחיים, dosł. ścieżka ku życiu, nawiązanie do Ks. Przysłów 10:17), obejmuje dwa kazania – na Szabat Szuwa (szabat przypadający między Nowym Rokiem Żydowskim a Jom Kipur) oraz Szabat ha-Gadol (szabat wypadający bezpośrednio przed Pesaḥ), Lublin 1595.
- Riwewot Efraim (רבבות אפרים, dosł. miriady Efraima, nawiązanie do Ks. Powt. Prawa 33:17), niezachowany, wspomniany we wstępie do Oraḥ le-Ḥajim.